# Wilson – Der Weltverbesserer
Wilson – Der Weltverbesserer (Originaltitel: Wilson) ist eine US-amerikanische Comicverfilmung von Craig Johnson aus dem Jahr 2017. Sie basiert auf dem Comic Wilson von Daniel Clowes, der auch das Drehbuch verfasst hat.

## Handlung
Wilson ist ein kauziger, neurotischer Außenseiter, der alleine lebt. Obwohl er auf andere Menschen zugeht, überfordert er seine Mitmenschen und verstört sie nach kurzer Zeit. Eine freundschaftliche Beziehung pflegt er nur zur Hundesitterin Shelly, die sich ab und an um seinen Hund Pepper kümmert. Wilson beschließt etwas an seiner momentanen Situation zu ändern und sucht nach seiner Exfrau Pipi, die er das letzte Mal als Junkie gesehen hatte. Tatsächlich lebt Pipi nun unter ihrem bürgerlichen Namen Lynn und hat ihr Leben weitestgehend im Griff. Die beiden gehen wieder miteinander aus.
Irgendwann findet Wilson heraus, dass Pipi ihre gemeinsame Tochter nicht abgetrieben hat, wie sie bei der Trennung der beiden behauptete, sondern zur Adoption freigab. Wilson gelingt es herauszufinden, wo Claire nun lebt. Gemeinsam fangen die beiden ihre Tochter ab und verbringen Zeit mit ihr, allerdings ohne dass ihre Adoptiveltern davon erfahren. Nachdem sich Claire zunächst sträubte, genießt sie die Zeit mit ihren leiblichen Eltern.
Bei einem Besuch bei Lynns Schwester Polly eskaliert die Situation jedoch, als sich Lynn und Polly in die Haare kriegen und prügeln. Polly ruft die Polizei und Wilson wird verhaftet. Er wird wegen Kindesentführung zu einer mehrjährigen Haftstrafe verurteilt. Seine Tochter sagte zu seinen Ungunsten aus. Im Gefängnis gelingt es ihm, sich zu integrieren und er ist schon bald ein beliebter Insasse.
Schließlich wird er entlassen und versucht seinen Hund bei Shelly abzuholen. Doch Pepper ist inzwischen verschieden. Schließlich beginnt er eine Beziehung mit Shelly und beginnt auch wieder Kontakt zu seiner Tochter herzustellen, die ein Kind erwartet.

## Hintergrund
Der Film basiert auf Daniel Clowes satirischen, schwarzhumorigen Graphic Novel Wilson über einen kauzigen Außenseiter. Clowe, der einem größeren Publikum durch die Verfilmung seines Comics Ghost World (2001) bekannt wurde, schrieb auch das Drehbuch. Ursprünglich sollte die Regie Alexander Payne übernehmen, der jedoch letztlich Craig Johnston wich, aber dem Film als Produzent erhalten blieb. Der Film hatte seine Premiere auf dem Sundance Film Festival 2017 und erschien in den Vereinigten Staaten am 24. März 2017 im Kino, der deutsche Kinostart erfolgte am 29. Juni 2017.

## Kritiken
Der Film wurde allgemein als mittelmäßig beurteilt. Als gelungen wird die Darstellung von Wilson durch Woody Harrelson gesehen, der die Figur auch als eine seiner liebsten bezeichnet. So besprach Patrick Heidmann von Epd Film Wilson – der Weltverbesserer mit den folgenden Worten:

„Dass der letzte Funke nicht recht überspringen will und man Wilsons Weg zum späten Erwachsenwerden eher nur leicht amüsiert denn mit Inbrunst verfolgt, liegt vor allem an der Inszenierung von Craig Johnson. Gelang ihm bei »The Skeleton Twins« die Gratwanderung zwischen komisch, nervig und tragisch noch beinahe spielend, ist »Wilson – Der Weltverbesserer« nun eher eine Sammlung von Vignetten, in denen sich diese Stimmungen nicht immer mischen. Das führt zu wunderbar schrägen und komischen Szenen (unter anderem mit Margo Martindale als Date), doch für mehr fehlt es an emotionaler Tiefe. Was sich vor allem dann bemerkbar macht, wenn Johnson und Clowes gegen Ende unnötig viel Sentimentalität aufkommen lassen.“

Gisela Ostwald von Der Tagesspiegel lobte ebenfalls die Darstellung von Woody Harrelson, bezeichnete den Film als „seichter“ als die mit dunklem Humor angereicherte Vorlage. Der Film würde als Satire starten und sich dann in Melodramatik verlieren.
Der Filmdienst bezeichnete den Film dagegen als „amüsante[n] filmische[n] Schelmenroman nach einer Graphic Novel, der drei überaus komplizierte Charaktere porträtiert, die nach Nähe, Liebe und einem Platz im Leben suchen. Der mitunter hemmungslos alberne Humor schlägt gelegentlich durchaus über die Stränge, dennoch wahrt der in der Titelrolle spielfreudig besetzte Film stets seinen ganz eigenen Ton.“